# Szakszaul veréb
A szakszaul veréb (Passer ammodendri) a madarak osztályának verébalakúak (Passeriformes)  rendjébe és a verébfélék (Passeridae) családjába tartozó faj.

## Rendszerezése
A fajt John Gould angol ornitológus írta le 1872-ben.

## Alfajai
- Passer ammodendri ammodendri Gould, 1872
- Passer ammodendri nigricans Stepanyan, 1961
- Passer ammodendri stoliczkae Hume, 1874[2]

## Előfordulása
Afganisztán, Kína, Irán, Kazahsztán, Kirgizisztán, Mongólia, Tádzsikisztán és Üzbegisztán  területén honos.
Természetes élőhelyei a sivatagos területen élő szakszaulon van, amely a Góbi-sivatagban található, egyetlen fás szárú növény. Állandó nem vonuló faj.

## Megjelenése
Testhossza 16 centiméter, testtömege 25–32 gramm. Homloka, szemsávja és torka fekete, feje teteje világosbarna, tollazata sárgásszürke.

## Életmódja
Magvakkal és rovarokkal táplálkozik.

## Természetvédelmi helyzete
Az elterjedési területe rendkívül nagy, egyedszáma pedig stabil. A Természetvédelmi Világszövetség Vörös listáján nem fenyegetett fajként szerepel.